# Lijst van oorlogsmonumenten in Geertruidenberg
De Nederlandse gemeente Geertruidenberg heeft vier oorlogsmonumenten. Hieronder een overzicht.
| Nr.                             | Object                                 | Herdachte groep        | Ontwerper           | Onthulling   | Type            | Locatie                   | Plaats                                         | Coördinaten                   | Foto |
| ------------------------------- | -------------------------------------- | ---------------------- | ------------------- | ------------ | --------------- | ------------------------- | ---------------------------------------------- | ----------------------------- | ---- |
| 2810                            | Monument bij de N.H. kerk              | geallieerde militairen |                     |              | beeld/sculptuur |                           | Raamsdonk                                      | 51° 41' 14" NB, 4° 54' 23" OL |      |
| 3259                            | Herdenkingsmonument voor de Gevallenen | allen                  | Theo Besemer (1936) | 1 april 1991 | beeld/sculptuur | St. Jozeflaan, 4941 GP    | Raamsdonksveer                                 | 51° 41' 39" NB, 4° 52' 25" OL |      |
| 3544                            | Monument voor A.H.M.J. Brejaart        | burgerslachtoffers     |                     |              | gedenksteen     | Brejaartstraat 1, 4941 GR | Raamsdonksveer                                 | 51° 41' 36" NB, 4° 52' 29" OL |      |
| Dit oorlogsmonument op Wikidata | Stolpersteine                          | vervolgden Nederland   | Gunter Demnig       |              | reliëf          |                           | Zie Lijst van Stolpersteine in Geertruidenberg |                               |      |

Alphen-Chaam ·
Altena ·
Asten ·
Baarle-Nassau ·
Bergeijk ·
Bergen op Zoom ·
Bernheze ·
Best ·
Bladel ·
Boekel ·
Boxtel ·
Breda ·
Cranendonck ·
Deurne ·
Dongen ·
Drimmelen ·
Eersel ·
Eindhoven ·
Etten-Leur ·
Geertruidenberg ·
Geldrop-Mierlo ·
Gemert-Bakel ·
Gilze en Rijen ·
Goirle ·
Halderberge ·
Heeze-Leende ·
Helmond ·
's-Hertogenbosch ·
Heusden ·
Hilvarenbeek ·
Laarbeek ·
Land van Cuijk ·
Loon op Zand ·
Maashorst ·
Meierijstad ·
Moerdijk ·
Nuenen, Gerwen en Nederwetten ·
Oirschot ·
Oisterwijk ·
Oosterhout ·
Oss ·
Reusel-De Mierden ·
Roosendaal ·
Rucphen ·
Sint-Michielsgestel ·
Someren ·
Son en Breugel ·
Steenbergen ·
Tilburg ·
Valkenswaard ·
Veldhoven ·
Vught ·
Waalre ·
Waalwijk ·
Woensdrecht ·
Zundert